# Villanueva de Algaidas
Villanueva de Algaidas é um município da Espanha na província de Málaga, comunidade autónoma da Andaluzia, de área 70,53 km² com população de 4321 habitantes (2004) e densidade populacional de 61,26 hab/km².

## Demografia
| Variação demográfica do município entre 1991 e 2004 | Variação demográfica do município entre 1991 e 2004 | Variação demográfica do município entre 1991 e 2004 | Variação demográfica do município entre 1991 e 2004 |
| --------------------------------------------------- | --------------------------------------------------- | --------------------------------------------------- | --------------------------------------------------- |
| 1991                                                | 1996                                                | 2001                                                | 2004                                                |
| 4256                                                | 4175                                                | 4165                                                | 4321                                                |